# Filbunke

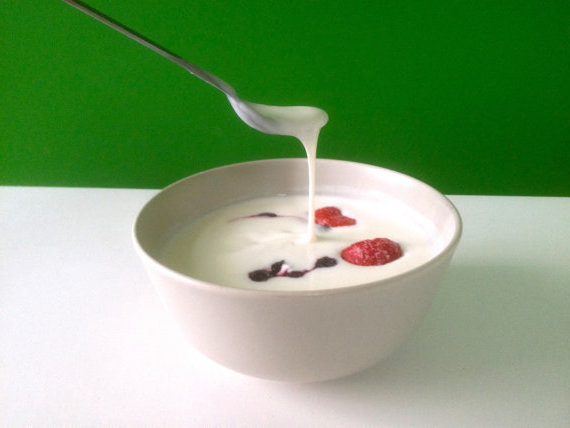
Fil med jordgubbar och blåbär. Här har man rört om, vilket ändrar konsistensen.

Filbunke, i finlandssvenskan och i vissa dialekter i Sverige kallad fil, är en frukosträtt med puddingliknande konsistens som består av syrad mjölk.
Filbunke var tidigare en populär rätt i Sverige. Genom att man syrade mjölken fick den dessutom längre hållbarhet.

## Tillverkning och försäljning
Traditionell filbunke tillverkades genom att oskummad mjölk direkt från kon fick självsurna med hjälp av de naturliga mjölksyrabakterierna i mjölken. Resultatet blev att den tjocknade och fick en puddinglik konsistens. Ett gräddlager bildades på toppen och det var vanligt att man strödde socker, ingefära eller kanel och smulat knäckebröd på den färdiga filbunken. Mjölken man använde var alltså opastöriserad och fet.
I modern tid är mjölken ofta både pastöriserad och homogeniserad, vilket innebär att försyrad mjölk (exempelvis filmjölk eller tidigare filbunke) måste tillsättas för att filbunken ska stelna. Det är också vanligt att man tillsätter grädde. Använder man mjölk från livsmedelsbutiken kan man börja med att upphetta mjölken nästan till kokpunkten för att sedan snabbt kyla ned den till rumstemperatur. Upphettningen gör att filbunken inte vasslar sig. Gammaldags mjölk (ohomogeniserad) är fördelaktigt om man önskar den gräddiga ytan, men även standardmjölk kan användas. Använder man nymjölkad mjölk kan man utesluta uppvärmnings- och avkylningsproceduren. Filbunken stelnar under exempelvis en natt och kyls ned innan den serveras på klassiskt vis eller på alternativt vis med till exempel frukter och bär.
Mejeriföreningarna gjorde på 1930-talet ett försök med att sälja färdig filbunke i enlitersflaskor. Nu för tiden säljs filbunke i begränsad omfattning, men i plastburk.

## Historik
Det är okänt hur gammal rätten är, men den antas ha funnits nästan lika länge som domesticerade djur i Sverige. Ordet filbunke har använts sedan 1600-talet.[källa behövs]

## "Lugn som en filbunke"
"Lugn som en filbunke" är ett etablerat uttryck i svenskan som dök upp första gången år 1845 i Johan Jolins pjäs En komedi, där orden "jag är lugn, lugn som en filbunke" yttrades.

## Finländsk fil
Den finländska filen (finska: viili) är en modern version av den traditionella rätten filbunke. Industriellt tillverkas den till exempel av Valio i olika varianter, varav fem naturella (ekologisk, laktosfri och med olika fetthalt), de andra med tillsats av bland annat bär- och frukt.